# فيتوريو توستو
فيتوريو توستو (بالإيطالية: Vittorio Tosto)‏ (14 يونيو 1974 بكارياتي في إيطاليا - ) هو لاعب كرة قدم إيطالي في مركز الدفاع. شارك مع منتخب إيطاليا تحت 21 سنة لكرة القدم. أما مع النوادي، فقد لعب مع فيورنتينا ونادي أسكولي ونادي أفيلينو ونادي إمبولي ونادي بياتشينزا ونادي تورينو ونادي جنوى ونادي ساليرنيتانا ونادي سامبدوريا ونادي لوكيزي ونادي نابولي.

## روابط خارجية
- فيتوريو توستو على موقع قاعدة بيانات كرة القدم.إي يو (الإنجليزية)
- فيتوريو توستو على موقع عالم كرة القدم.نت (الإنجليزية)